# Gustav Bredemann
Gustav Bredemann (* 15. Juni 1880 in Königswartha, Königreich Sachsen; † 20. November 1960 in Hamburg) war ein deutscher Agrarwissenschaftler und Botaniker. Er gilt als Pionier der Brennnessel-Forschung.

## Leben
Gustav Bredemann studierte seit 1903 Naturwissenschaften an der Universität Marburg und wurde dort 1908 mit einer Dissertation aus dem Fachgebiet der Bakteriologie promoviert. Während seines Studiums wurde er Mitglied beim Verein Deutscher Studenten Marburg. Anschließend war er Abteilungsvorsteher an der 1910 nach Kassel-Harleshausen verlegten Landwirtschaftlichen Versuchsstation Marburg. 1913 ging er als landwirtschaftlicher Sachverständiger des Reichskolonialamtes nach Rabaul (Deutsch-Neuguinea) und betreute dort den Botanischen Garten. Von 1916 bis 1918 führte er als Mitglied einer deutschen Kommission mit großem Erfolg die Heuschreckenbekämpfung in Anatolien, Syrien und Mesopotamien durch.
Von 1919 bis 1920 war Bredemann Geschäftsführer der Landesstelle für Spinnpflanzen in Berlin. Seit 1921 leitete er als Direktor und Professor das Institut für Pflanzenzüchtung (später: Institut für Pflanzenbau und Pflanzenzüchtung) der Preußischen Landwirtschaftlichen Versuchs- und Forschungsanstalten Landsberg/Warthe. Hier beschäftigte er sich zunächst mit der Züchtung von Hanf, später überwiegend mit pflanzenbaulichen Problemen des Maisanbaus in Ostdeutschland. Von 1927 bis 1950 war er Leiter des Staatsinstituts für Angewandte Botanik in Hamburg. Während dieser Zeit hielt er an der Universität Hamburg Vorlesungen über Nutzpflanzen der Weltwirtschaft.
Nach der nationalsozialistischen Machtergreifung unterzeichnete er am 11. November 1933 das Bekenntnis der deutschen Professoren zu Adolf Hitler. Die angestrebte Mitgliedschaft in der NSDAP scheiterte an seiner früheren Zugehörigkeit zu einer Freimaurerloge. 1934 trat er dem NS-Lehrerbund bei und wurde Prorektor.

## Forschungsleistungen
Der eine Forschungsschwerpunkt von Bredemann war die Rauchschadenskunde. Bekannt auf diesem Gebiet wurde er vor allem als Mitherausgeber des Buches „Entstehung, Erkennung und Beurteilung von Rauchschäden“ (1932). Mit den Ergebnissen der  Rauchschadensforschung beschäftigte er sich auch noch nach seiner beruflichen Entpflichtung. Hohe Anerkennung in der Fachwelt fand sein Spätwerk „Biochemie und Physiologie des Fluors und der industriellen Fluor-Rauchschäden“ (1951).
Der andere Schwerpunkt seiner Tätigkeit war die Brennnessel-Forschung, mit der er sich seit 1919 beschäftigte. Die von ihm selektierte und gezüchtete Fasernessel (Urtica dioica convar. ‚Fibra‘) besaß gegenüber der Wildnessel einen mehr als dreimal so hohen Fasergehalt. Die Ergebnisse seiner jahrzehntelangen Brennnessel-Forschung und das gesamte Wissen über diese Pflanze fasste er in der 1959 erschienenen Monografie Die Große Brennessel, Urtica dioica L. Forschungen über ihren Anbau zur Fasergewinnung zusammen.
Bredemann war Mitherausgeber der Zeitschrift „Landwirtschaftliche Forschung“. Bedeutende Verdienste erwarb er sich durch seine Tätigkeit in verschiedenen Fachgruppen des „Verbandes Deutscher Landwirtschaftlicher Untersuchungs- und Forschungsanstalten (VDLUFA)“. Seit 1950 war er Ehrenmitglied dieses Verbandes.
Gustav Bredemann entwickelte unter anderem die Methode Bredemann im Jahre 1922.

## Wichtigste Veröffentlichungen
- Referat über die Erfahrungen im feldmäßigen Nesselbau und über neuere Forschungen auf dem Gebiete der Nesselkultur und der Nesselzüchtung. Verlag der Nessel-Anbau-Gesellschaft Berlin 1920.
- Die Züchtung des Flachses. In: Der Flachs als Faser- und Ölpflanze. Herausgegeben von Fr. Tobler. Verlag Julius Springer Berlin 1928, S. 39–71.
- Entstehung, Erkennung und Beurteilung von Rauchschäden. Herausgegeben von E. Haselhoff zus. mit G. Bredemann und W. Haselhoff. Verlag Borntraeger Berlin 1932.
- Die Nessel als Faserpflanze. Verlag Neudamm Berlin 1938. - Zugl. in: Der Forschungsdienst Bd. 5, 1938, S. 148–161.
- Biochemie und Physiologie des Fluors und der industriellen Fluor-Rauchschäden. Akademie-Verlag Berlin 1951; 2. neubearb. u. erw. Aufl. ebd. 1956.
- Die Große Brennessel Urtica dioica L. Forschungen über ihren Anbau zur Fasergewinnung. Mit einem Anhang über ihre Nutzung für Arznei- und Futtermittel sowie technische Zwecke von Kurt Garber. Akademie-Verlag, Berlin 1959.